# Giorgio Barbetta
Giorgio Barbetta (* 1. September 1971 in Berbenno) ist ein italienischer Geistlicher und römisch-katholischer Weihbischof in Huari.

## Leben
Giorgio Barbetta studierte Philosophie und Katholische Theologie am Regionalseminar Pío XI in Assisi und empfing am 20. September 1998 das Sakrament der Priesterweihe für das Bistum Gubbio.
Barbetta war zunächst als Pfarrer in Scheggia e Pascelupo tätig, bevor er 2001 mit der Nichtregierungsorganisation Operazione Mato Grosso (OMG) als Fidei-Donum-Priester des Bistums Gubbio nach Peru kam, wo er Pfarrer in Piscobamba wurde. Von 2003 bis 2007 war er Seelsorger in Shilla. Anschließend wurde Barbetta Regens des Priesterseminars Señor de Pomallucay in San Luis de Chuquipampa.
Am 12. Dezember 2019 ernannte ihn Papst Franziskus zum Titularbischof von Isola und zum Weihbischof in Huari. Der Apostolische Nuntius in Peru, Erzbischof Nicola Girasoli, spendete ihm am 11. Februar 2020 in der Kathedrale Nuestra Señora del Carmen y San Domingo in Huari die Bischofsweihe; Mitkonsekratoren waren der Bischof von Huari, Ivo Baldi Gaburri, und der Bischof von Huaraz, José Eduardo Velásquez Tarazona. Seit 14. Juni 2021 ist Giorgio Barbetta zudem Apostolischer Administrator des vakanten Bistums Huari.